# Гураждже (железопътна гара)
Гураждже (на полски: Górażdże) е железопътна гара в Гураждже, Южна Полша.
Разположена е на железопътна линия 136 (Ополе Грошовице – Кенджежин Кожле).